# Бернар Жиродо
Бернар Жиродо, фр. Bernard Giraudeau (18 червня 1947, Ла-Рошель — 17 липня 2010, Париж) — французький актор, режисер і письменник.

## Біографія
Закінчив школу механіків ВМФ (1965). У 1965–1966 роках служив на фрегаті «Duquesne» і авіаносці «Clemenceau».
Закінчив Національну консерваторію драматичного мистецтва (1970). У 1971–2005 виступав на сценах паризьких театрів.
У кіно дебютував у кримінальній стрічці режисера Жозе Джованні «Двоє в місті» (1973). Жиродо зіграв за свою кар'єру в більш ніж 50 фільмах, зокрема в картинах Франсуа Озона і Патріса Леконта. Серед фільмів, в яких зіграв Жиродо: «Бум», «Краплі дощу на розпечених скелях», «Фахівці», «Двоє в місті», «Насмішка» та інші.
Також на рахунку Жиродо дві режисерські роботи у фільмах «Інший» і «Капризи річки» й популярний у Франції роман «Мореплавець кинув якір».
Останні роки Жиродо важко хворів, в 2000 лікарі знайшли у нього рак нирки, а в 2005 ще і рак легенів. Помер 17 липня 2010 в одній з клінік Парижа.

## Фільмографія
- 1973 : «Двоє в місті» (Deux hommes dans la ville) — Фредерік Казнев